# Campeonato Mundial de Luge de 1985
O Campeonato Mundial de Luge de 1985 foi a 22ª edição da competição e foi disputada entre os dias 26 e 27 de janeiro em Oberhof, Alemanha Oriental.

## Medalhistas
| Evento                        | Ouro                                                | Prata                                           | Bronze                                             |
| Individual masculino detalhes | DDR Michael Walter                                  | DDR Jörg Hoffmann                               | DDR Jens Müller                                    |
| Individual feminino detalhes  | DDR Steffi Martin                                   | DDR Cerstin Schmidt                             | DDR Birgit Weise                                   |
| Duplas detalhes               | DDR Alemanha Oriental Jörg Hoffmann Jochen Pietzsch | DDR Alemanha Oriental René Keller Lutz Kühnlenz | URS União Soviética Witali Melnik Dimitri Alexejew |

## Quadro de medalhas
| Ordem | País              |   |   |   |   |
| 1     | Alemanha Oriental | 3 | 3 | 2 | 8 |
| 2     | União Soviética   |   |   | 1 | 1 |